# Rạp chiếu phim Helios
Helios SA (trước đây là Centrum Filmowe Helios SA) là chuỗi rạp chiếu phim đa màn hình có trụ sở tại Ba Lan.

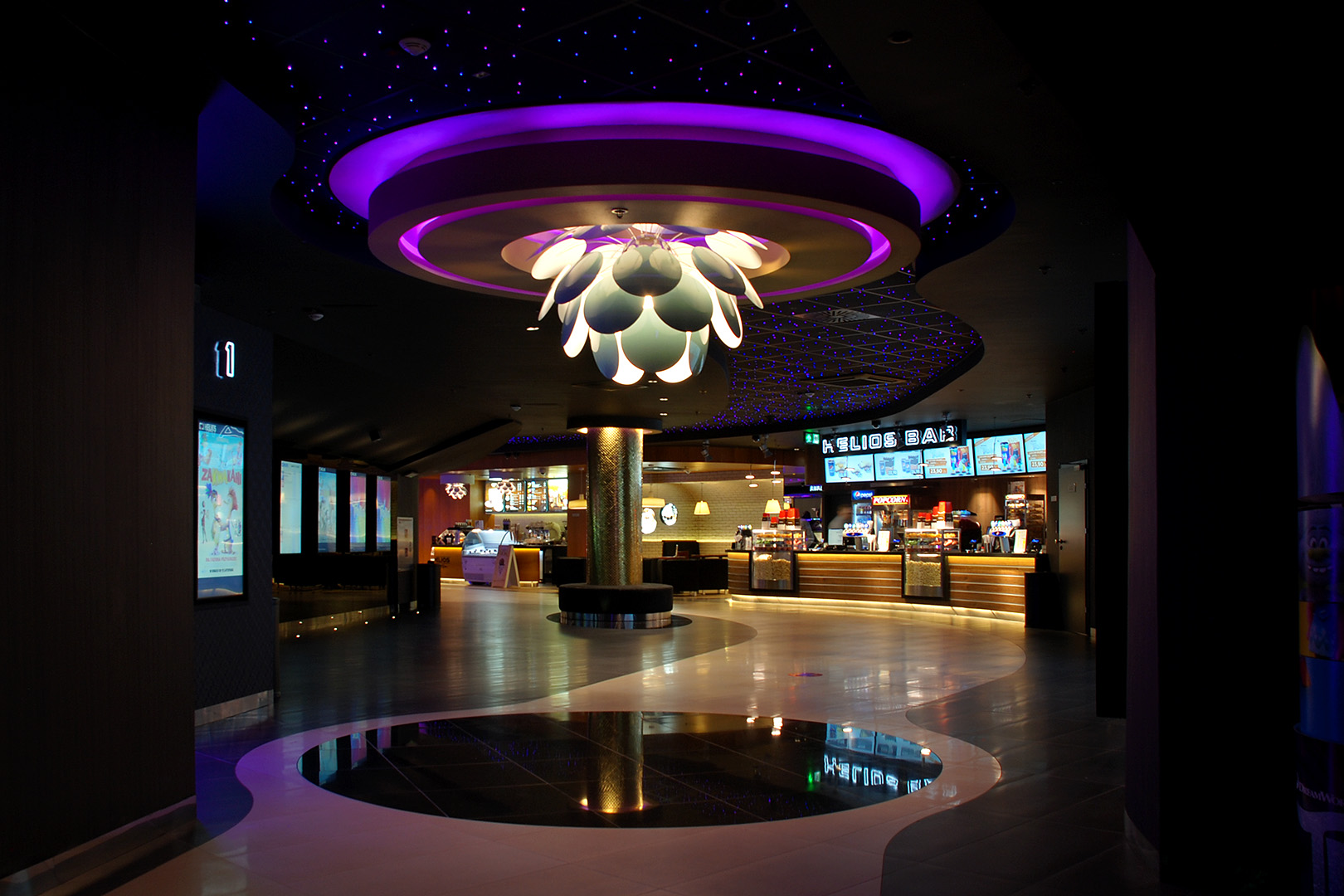
Rạp chiếu phim Helios (Gdańs Metropolia)
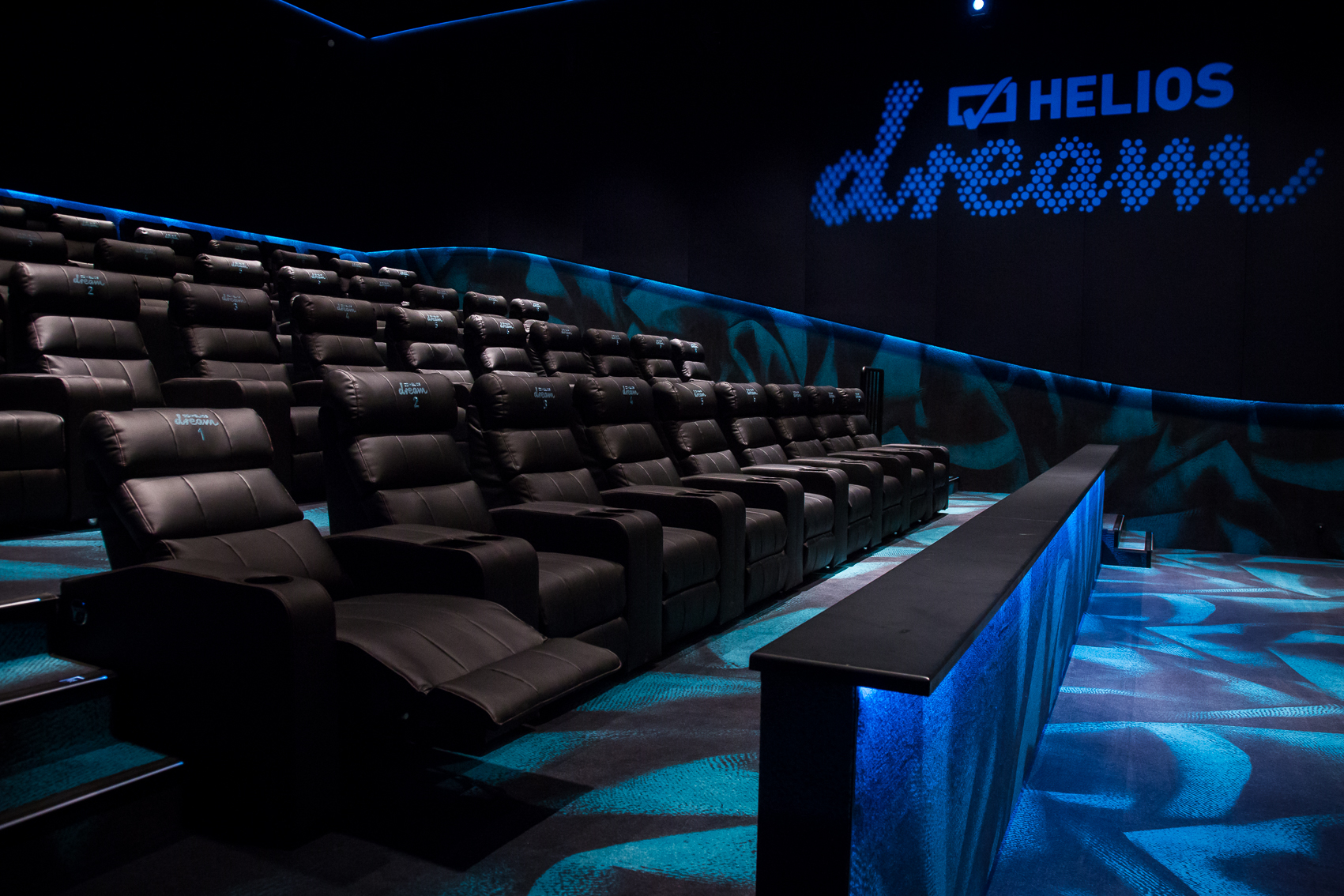
Phòng chiếu với ghế tựa trong Rạp chiếu phim Helios (Warszawa)
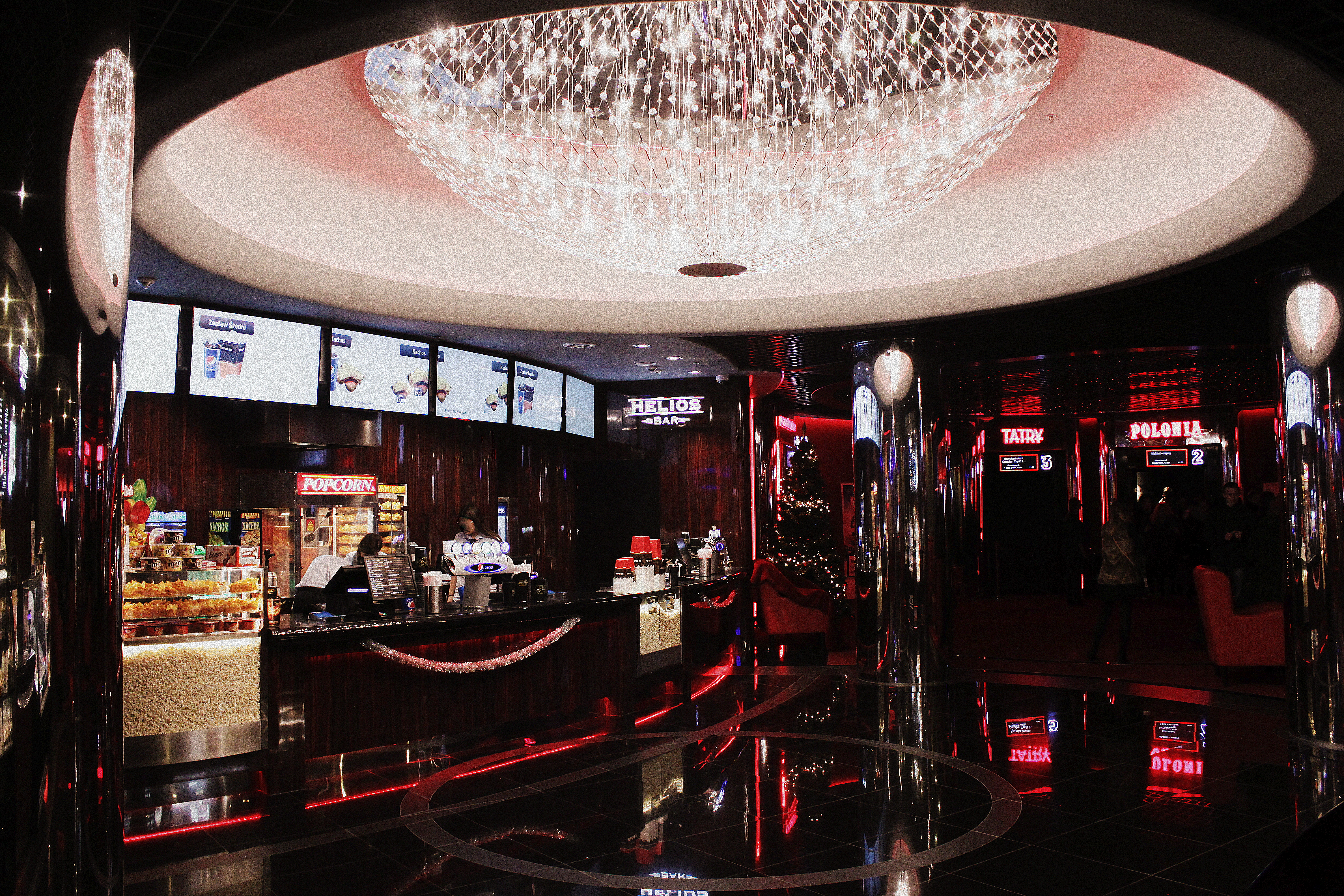
Rạp chiếu phim Helios (Łódź Sukcesja)
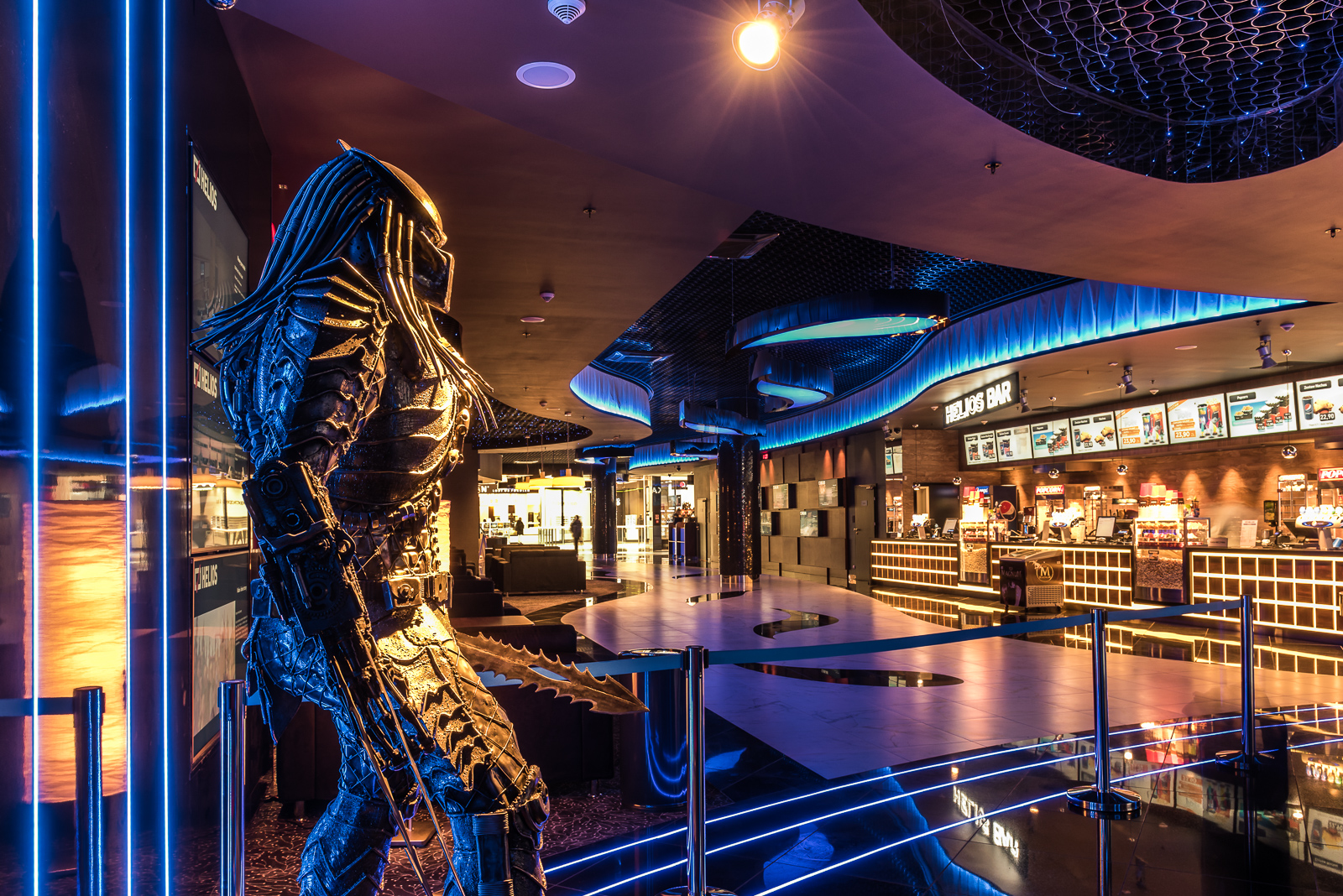
Rạp chiếu phim Helios (Poznań - Posnania)

## Lịch sử
Helios SA là chuỗi rạp chiếu phim lớn nhất của Ba Lan tính theo số lượng cơ sở. Công ty đã hoạt động từ năm 1993 và hiện có thể tự hào với 47 rạp chiếu phim ở 40 thành phố. Kể từ ngày 31 tháng 8 năm 2010,
Helios SA là một phần của Tập đoàn Agora SA
Rạp chiếu phim chiếu những bộ phim 2D và 3D mới nhất. Helios là rạp chiếu phim đầu tiên ở Ba Lan đưa ra một khái niệm sáng tạo. Helios Dream nổi bật với thiết kế hiện đại, ghế da thoải mái, có thể điều chỉnh, hệ thống âm thanh Dolby Atmos và màn hình độ phân giải 4K.
Ngoài danh sách chương trình thường xuyên, khách tham quan của Helios có thể thưởng thức các buổi chiếu đặc biệt dành riêng cho khán giả cụ thể: phụ nữ, những người đam mê điện ảnh, điện ảnh dày dạn hoặc người hâm mộ của các sự kiện văn hóa hoặc các buổi chiếu phim suốt đêm.
Helios đã được trao giải Biểu tượng của Ter Ter Polska Polska (Ba Lan ngay bây giờ) trong Cuộc thi Dịch vụ Phục vụ Teraz Polska lần thứ 25 [4] và Giải thưởng Tạo ra ở Ba Lan Superrands 2015/16 ở hạng mục Rạp chiếu phim.

## Rạp chiếu phim Helios ở Ba Lan
1. Bełchatów - Galeria Olimpia - 4 phòng chiếu, 845 chỗ ngồi
2. Białystok Atrium Biała - 8 phòng chiếu, 1705 chỗ ngồi
3. Białystok Alfa Centrum - 7 phòng chiếu, 1291 chỗ ngồi
4. Białystok Galeria Jurowiecka - 6 phòng chiếu, 979 chỗ ngồi
5. Bielsko-Biała - Galeria Sfera - 7 phòng chiếu, 1547 chỗ ngồi
6. Bydgoszcz - Galeria Pomorska - 7 phòng chiếu, 1123 chỗ ngồi
7. Dąbrowa Górnicza - CH Pogoria - 5 phòng chiếu, 841 chỗ ngồi
8. Gdańsk - Alfa Centrum - 8 phòng chiếu, 1712 chỗ ngồi
9. Gdańsk - Galeria Metropolia - 7 phòng chiếu, 1074 chỗ ngồi
10. Gdańsk - Diễn đàn Gdańsk - 9 phòng chiếu, 1084 chỗ ngồi
11. Gdynia - Centrum Riviera - 6 phòng chiếu, 1236 chỗ ngồi
12. Gniezno - Galeria Gniezno - 3 phòng chiếu, 343 chỗ ngồi
13. Gorzów Wielkopolski - Galeria Askana - 5 phòng chiếu, 1028 chỗ ngồi
14. Grudziądz - Galeria Alfa - 5 phòng chiếu, 1295 chỗ ngồi
15. Jelenia Góra - Galeria Sudecka - 5 phòng chiếu, 900 chỗ ngồi
16. Kalisz - Galeria Amber - 7 phòng chiếu, 1442 chỗ ngồi
17. Katowice - Galeria Libero - 8 phòng chiếu, 1114 chỗ ngồi [6]
18. Kędzierzyn-Koźle - Galeria Odrzańskie Ogrody - 4 phòng chiếu, 857 chỗ ngồi
19. Kielce - Galeria Echo - 7 phòng chiếu, 1614 chỗ ngồi
20. Konin - Galeria Nad Jeziorem - 5 phòng chiếu, 923 chỗ ngồi
21. Krosno - Galeria VIVO! - 4 phòng chiếu, 808 chỗ ngồi
22. Legnica - Galeria Piastów - 5 phòng chiếu, 1086 chỗ ngồi
23. Lubin - Cuprum Arena - 5 phòng chiếu, 1123 chỗ ngồi
24. Łódź - CH-R Sukcesja - 9 phòng chiếu, 1980 chỗ ngồi
25. Nowy Sącz - Galeria Trzy-Korony - 5 phòng chiếu, 1095 chỗ ngồi
26. Olsztyn - Aura Centrum Olsztyna - 8 phòng chiếu, 1904 chỗ ngồi
27. Opole - Trung tâm Solaris - 6 phòng chiếu, 1240 chỗ ngồi
28. Piła - Artium Kasztanowa - 4 phòng chiếu, 593 chỗ ngồi
29. Piotrków Trybunalski - Focus Mall - 5 phòng chiếu, 1064 chỗ
30. Płock - Galeria Wisła - 5 phòng chiếu, 1010 chỗ ngồi
31. Poznań - Galeria Posnania - 8 phòng chiếu, 1561 chỗ ngồi
32. Przemyśl - Galeria Sanowa - 4 phòng chiếu, 578 chỗ ngồi
33. Radom - 5 phòng chiếu, 1370 chỗ ngồi
34. Rzeszów - Kino Helios przy al. Powstańców Warszawy 14 - 4 phòng chiếu, 1202 chỗ ngồi
35. Rzeszów - Galeria Rzeszów - 6 phòng chiếu, 1185 chỗ ngồi
36. Siedlce - Galeria Siedlce - 5 phòng chiếu, 1033 chỗ ngồi
37. Sosnowiec - 4 phòng chiếu, 1217 chỗ ngồi
38. Stalowa Wola - Galeria VIVO - 4 phòng chiếu, 658 chỗ ngồi
39. Starachowice - Centrum Galardia - 4 phòng chiếu, 629 chỗ ngồi
40. Szczecin - DK Kupiec - 4 phòng chiếu, 1222 chỗ ngồi
41. Szczecin - Công viên Outlet - 7 phòng chiếu, 1403 chỗ ngồi
42. Tczew - Galeria Kociewska - 4 phòng chiếu, 800 chỗ ngồi
43. Tomaszów Mazowiecki - Galeria Tomaszów - 4 phòng chiếu, 754 chỗ ngồi
44. Warszawa - Thành phố xanh - 8 phòng chiếu, 869 chỗ ngồi [7] [8],
45. Wołomin - Fabryka Wołomin - 4 phòng chiếu, 593 chỗ ngồi
46. Wrocław - Công viên Magnolia - 7 phòng chiếu, 1230 chỗ ngồi
47. Wrocław - Bielany Wrocławskie - Aleja Bielany - 8 phòng chiếu, 1378 chỗ ngồi

Rạp chiếu phim đang phát triển
2019
1. Legionowo (4 phòng chiếu, 600 chỗ ngồi; 2019) - Galeria Gondola
2. Nhà nghỉ (4 phòng chiếu, 600 chỗ ngồi; 2019) - Galeria Tkalnia

2020
1. Żory (4 phòng chiếu, 650 chỗ ngồi; 2020) - Galeria Wiślanka [11]
2. Ostrów Wielkopolski (4 phòng chiếu, 2020) - Galeria Ostrovia
3. Piła (4 phòng chiếu, 700 chỗ ngồi, 2020) - Galeria Vivo! [12] [9]

## liên kết ngoài
- Trang web chinh thưc